# Val de San Lorenzo
Val de San Lorenzo ist ein nordspanischer Ort und eine Gemeinde (municipio) mit 492 Einwohnern (Stand: 2024) in der Provinz León in der Autonomen Gemeinschaft Kastilien-León. Neben dem Hauptort Val de San Lorenzo besteht die Gemeinde aus den Ortschaften Lagunas de Somoza und Val de San Román.

## Lage und Klima
Val de San Lorenzo liegt in einer Höhe von ca. 890 m in der westleonesischen Hochebene (meseta) etwa 48 Kilometer in westsüdwestlicher Richtung von León entfernt. Durch die Gemeinde führt der Jakobsweg.
Das Klima ist gemäßigt bis warm; Regen (597 mm/Jahr) fällt überwiegend im Winterhalbjahr.

## Bevölkerungsentwicklung
| Jahr      | 1970 | 1981 | 1991 | 2001 | 2011 | 2021 |
| Einwohner | 1070 | 886  | 842  | 719  | 579  | 497  |

Aufgrund der zunehmenden Mechanisierung der Landwirtschaft und der Aufgabe zahlreicher bäuerlicher Kleinbetriebe in der zweiten Hälfte des 20. Jahrhunderts fehlten mehr und mehr Arbeitsplätze, was eine immer noch anhaltende Landflucht auslöste.

## Sehenswürdigkeiten
- Turmruine von Lagunas de Somoza
- Laurentiuskirche in Val de San Lorenzo
- Antoniuskapelle
- Museum El Batán

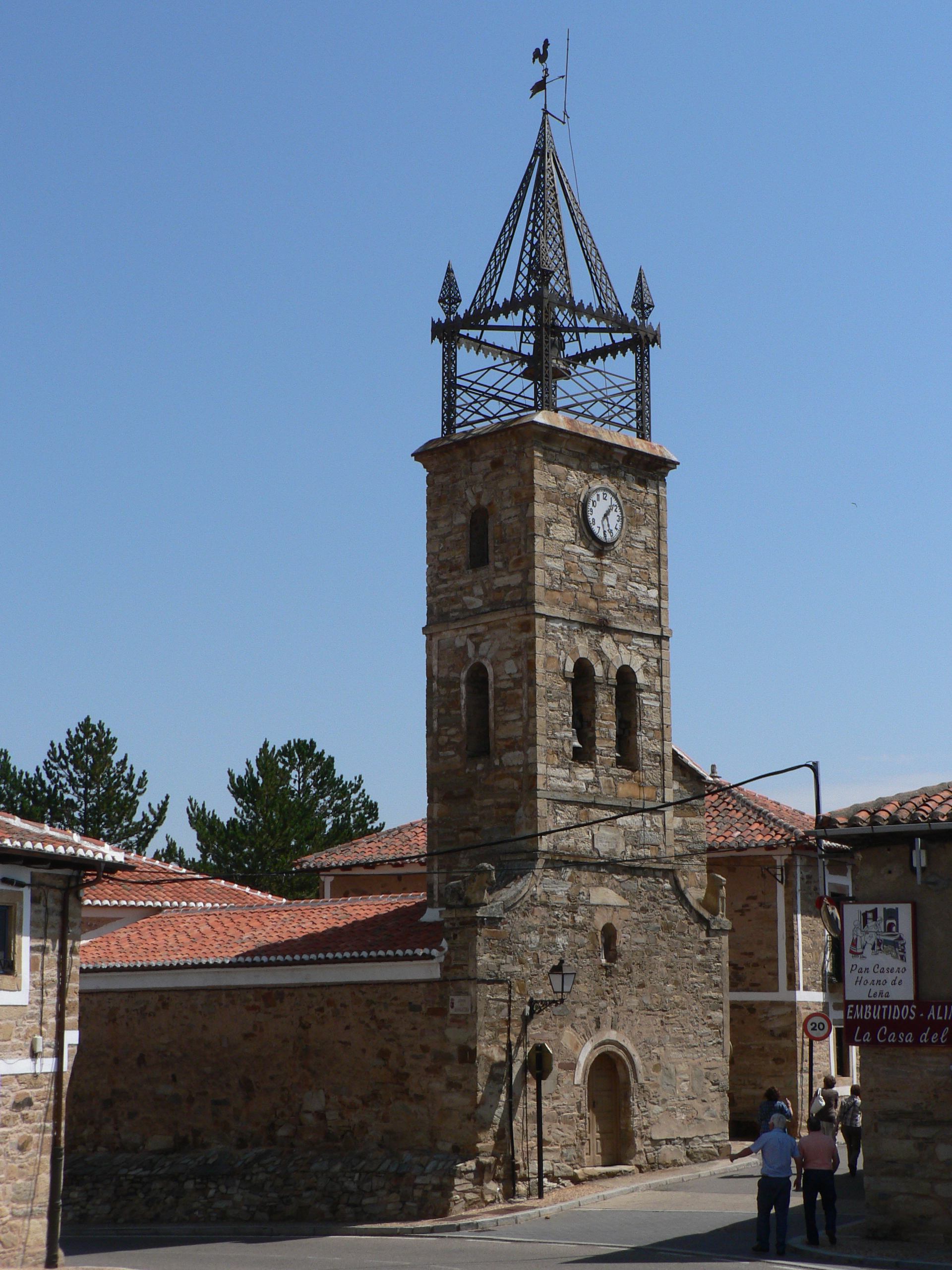
Laurentiuskirche
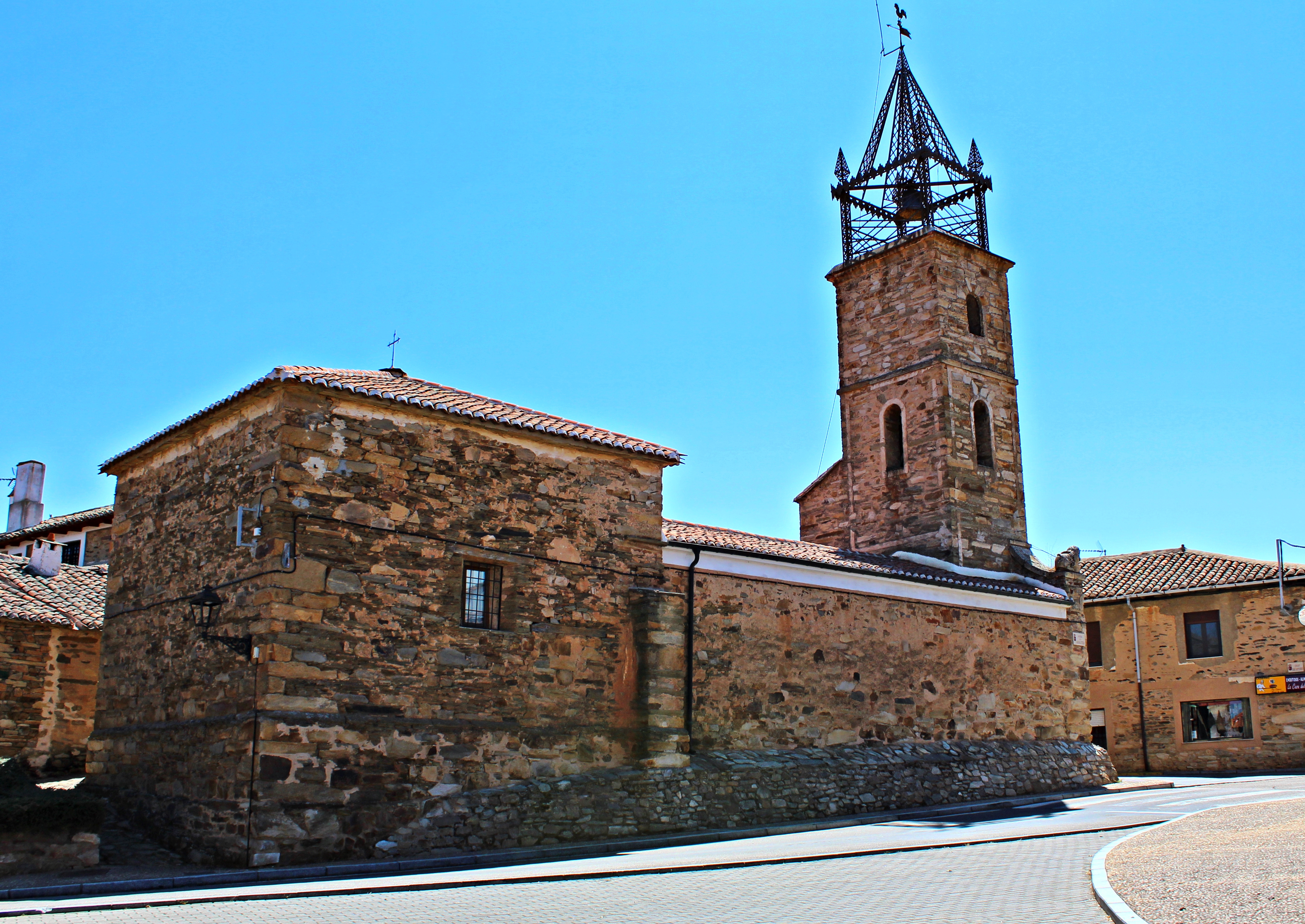
Antoniuskapelle
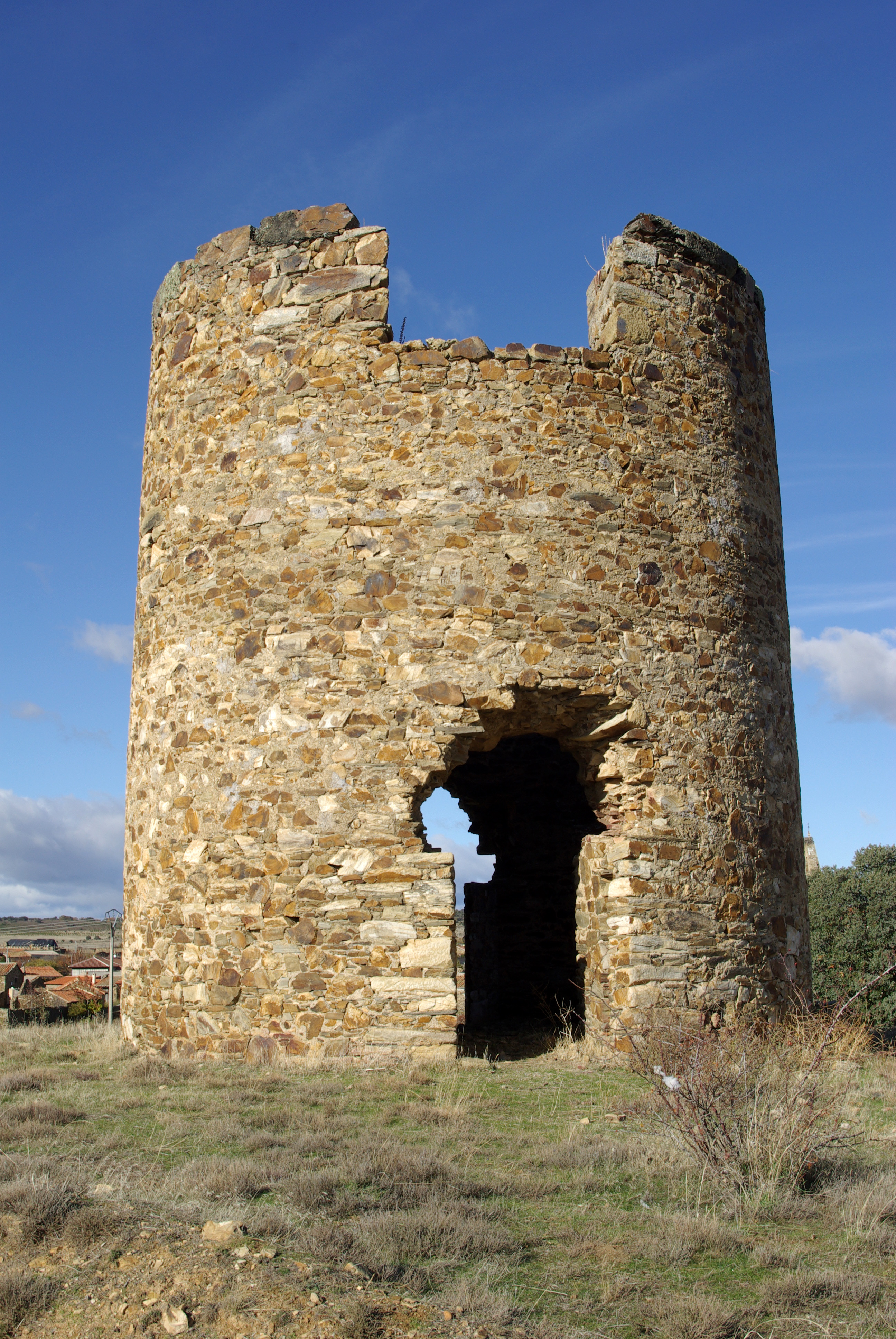
Turmruine